# Business activity monitoring
Business activity monitoring (BAM) är ett begrepp myntat av Gartner, Inc och definieras av att ett företags övervakning av sin verksamhet i realtid. Genom att använda business activity monitoring så kan ledningsfunktioner snabbt få en överblick av eventuella problem i verksamheten. Vanliga tillämpningar är övervakning av försäljningsinsatser, leveranshantering och inköpsprocesser.
Inom business activity monitoring följs ett antal väl definierade nyckeltal via instrumentpaneler, alarm och andra typer av rapportstöd. Om avvikelser upptäcks så förväntas informationssystem klara av att visa fördjupande information som hjälp för att tydliggöra vad som orsakat avvikelsen och vilka åtgärder som kan sättas in för att korrigera avvikelsen.